# Она је мушко
Она је мушко (енгл. She's the Man) је америчка романтична комедија из 2006. године у режији Ендија Фикмана. Главне улоге глуме: Аманда Бајнс, Ченинг Тејтум, Лора Ремзи, Роберт Хофман и Александра Брекенриџ. Инспирисан позоришним комадом Богојављенска ноћ Вилијама Шекспира, усредсређује се на тинејџерку Вајолу Хејстингс, која уместо свог брата долази у његов нови интернат и претвара се да је он како би играла у мушком фудбалском тиму.
Остварио је умерен комерцијални успех, зарадивши 57,2 милиона долара у односу на буџет од 20—25 милиона долара. Добио је помешане рецензије критичара, уз похвале за глуму Бајнсове.

## Радња
Женски фудбалски тим за који је играла у школи одједном је распуштен, а брат близанац у прави тренутак јој јавља да неће стићи на почетак наставе. Одлучна у доказивању да је довољно добра и за мушку екипу, Вајола Хејстингс (Аманда Бајнс) прерушиће се у брата Себастијана (Џејмс Кирк) и заузети његово место у школи. Уз помоћ пријатеља (Џонатан Садовски), Вајола се трансформише у брата, али бити једна од момака показује се тежим него што је замишљала, поготово након што се заљубљује у цимера Дјука (Ченинг Тејтум), ком се свиђа Оливија (Лора Ремзи), а њој, пак, нови дечко у интернату — Вајола.

## Улоге
| Глумац               | Улога                |
| -------------------- | -------------------- |
| Аманда Бајнс         | Вајола Хејстингс     |
| Ченинг Тејтум        | Дјук Орсино          |
| Лора Ремзи           | Оливија Ленокс       |
| Џејмс Снајдер        | Малколм Фестес       |
| Емили Перкинс        | Јунис Бејтс          |
| Александра Брекенриџ | Моник Валентајн      |
| Џејмс Кирк           | Себастијан Хејстингс |
| Роберт Хофман        | Џастин Дрејтон       |
| Вини Џоунс           | тренер Динклиџ       |
| Дејвид Крос          | Хорејшио Голд        |
| Џули Хагерти         | Дафни Хејстингс      |
| Џон Пајпер Фергусон  | Роџер Хејстингс      |
| Брандон Џеј Макларен | Тоби                 |
| Клифтон Мари         | Ендру                |
| Џонатан Садовски     | Пол Антонио          |
| Аманда Кру           | Кија                 |
| Џесика Лукас         | Ивон                 |
| Линда Бојд           | Шерил                |
| Кејти Стјуарт        | Марија               |
| Роберт Торти         | тренер Пистонек      |
| Марк Ачесон          | голман               |